# Симон и Малу
«Симон и Малу» (дат. Simon & Malou) — датско-шведский комедийный фильм 2009 года. В главных ролях: Тува Новотны, Деян Чукич и Юэль Киннаман.

## Слоган
«Life is what happens to you while you're busy making other plans»

## Сюжет
События фильма происходят в Копенгагене. Симон недавно расстался со своей девушкой Он должен как можно скорее написать новую книгу и отправить её в издательство. Из-за накопившихся проблем Симон забыл съехать с квартиры, которую сам же сдал в аренду. И как раз в его квартиру переезжает жить девушка из Швеции по имени Малу. Симону и Малу теперь придётся уживаться вместе. Но постепенно их начинает тянуть друг к другу.

## Актёры
- Тува Новотны — Малу
- Деян Чукич — Симон
- Юэль Киннаман — Стефан
- Роберт Хансен — Карстен, друг Симона
- Сольбьёрг Хёйфельдт — Марианне, босс Малу
- Милле Динесен — друг Малу
- Лине Крусе — Тина, бывшая девушка Симона
- Лаура Драсбек — Лотте
- Мартин Хестбек — Том
- Майкл Асмуссен — Клаус
- и другие